# ارتفاق عجزي عصعصي
الارتفاق العجزي العصعصي( المفصل العجزي العصعصي، مفصل العجز والعصعص) هو مفصل متقابل، يتشكل بين السطح البيضاوي عند قمة العجز، وقاعدة العصعص.
وهو مفصل متحرك قليلاً والذي كثيرًا ما يُطمس، جزئيًا أو كليًا، في سن الشيخوخة،متماثل مع المفاصل بين أجسام الفقرات.

## البنية

### القرص المفصلي
القرص العصعصي أو الرباط بين العظمية يشبه الأقراص بين الفقرات ولكنه أرق، وأكثر سمكا في الأمام والخلف منه على الجانبين، وله قوام أكثر صلابة. الأسطح المفصلية بيضاوية ذات محاور عرضية أطول. يكون السطح الموجود على العجز محدبا بينما يكون السطح الموجود على العصعص مقعرا. وفي بعض الأحيان يكون العصعص قابل للانحناء بحرية على العجز، خاصة أثناء الحمل. في هذه الحالات يوجد غشاء زلالي.

### الأربطة
يتم تقوية المفصل بواسطة سلسلة من الأربطة:
- الرباط العجزي-العصعصي الأمامي [الإنجليزية] أو البطني هو امتداد للرباط الطولاني الأمامي الذي يمتد على طول العمود الفقري على الجانبين الأمامية لجسم الفقرات. يتكون من عدد قليل من الألياف غير المنتظمة التي ترتبط بالجانب الأمامي للعجز والعصعص وتندمج مع السمحاق.[4]
- للرباط العجزي-العصعصي الخلفي [الإنجليزية] أو الظهري جزء عميق وسطحي:
  - الرباط الخلفي العميق عبارة عن شريط مسطح يتوافق مع الرباط الطولاني الخلفي الذي يمتد داخل القناة الفقارية على الأسطح الخلفية لجسم الفقرات. يمتد الرباط الظهري من الجانب الخلفي لجسم العجز الخامس داخل قناة العجز إلى الجانب الخلفي للعصعص، ليرتبط بشكل عميق بالرباط الخلفي السطحي.[4]
  - الرباط الخلفي السطحي يتوافق مع الأربطة الصفراء ويغلق الجانب الخلفي للطرف البعيد للقناة الفقارية. يمتد من القمة العجزية الوسطى والحافة الحرة لفجوة العجز إلى السطح الخلفي للعصعص.[6]

- تمتد الأربطة العجزية-العصعصية الجانبية من الزوايا الجانبية السفلية للعجز إلى العمليات المستعرضة للفقرة العصعية الأولى لإكمال الثقبة العصب العجزي الأخير. قُدم تقريرا عن ثلاثة أربطة جانبية على كل جانب.[6]
- يمتد الرباط العجزي-العصعصي بين المفصلين أو بين القرنين من قرن العجز إلى قرن العصعص.

## الوظيفة
تقتصر حركة المفصل على الانثناء والبسط. تعتبر هذه الحركات بشكل أساسي حركات غير إرادية تحدث أثناء التبرز والولادة. عندما تزيد حركة العجز من القطر الأمامي الخلفي لمخرج الحوض، يمكن لحركة مفصل العجز والعصعص أن تزيد من هذا القطر بشكل أكبر.

## الأهمية السريرية
يمكن جس النتوء بشكل واضح في عمق الثنية الفرجية، حيث يُشْعَرُ على شكل أخدود أفقي. وعند وضع إصبع الفحص على السطح الظهري لعظم العجز، يمكن إحداث درجة من الدوران مع الضغط للأمام.

## أنظر أيضا
- جسم شرجي عصعصي
- ألم العصعص (ألم العصعص، ألم عظم الذنب)
- العقدة المفردة [الإنجليزية]